# アルゴンヌ国立研究所

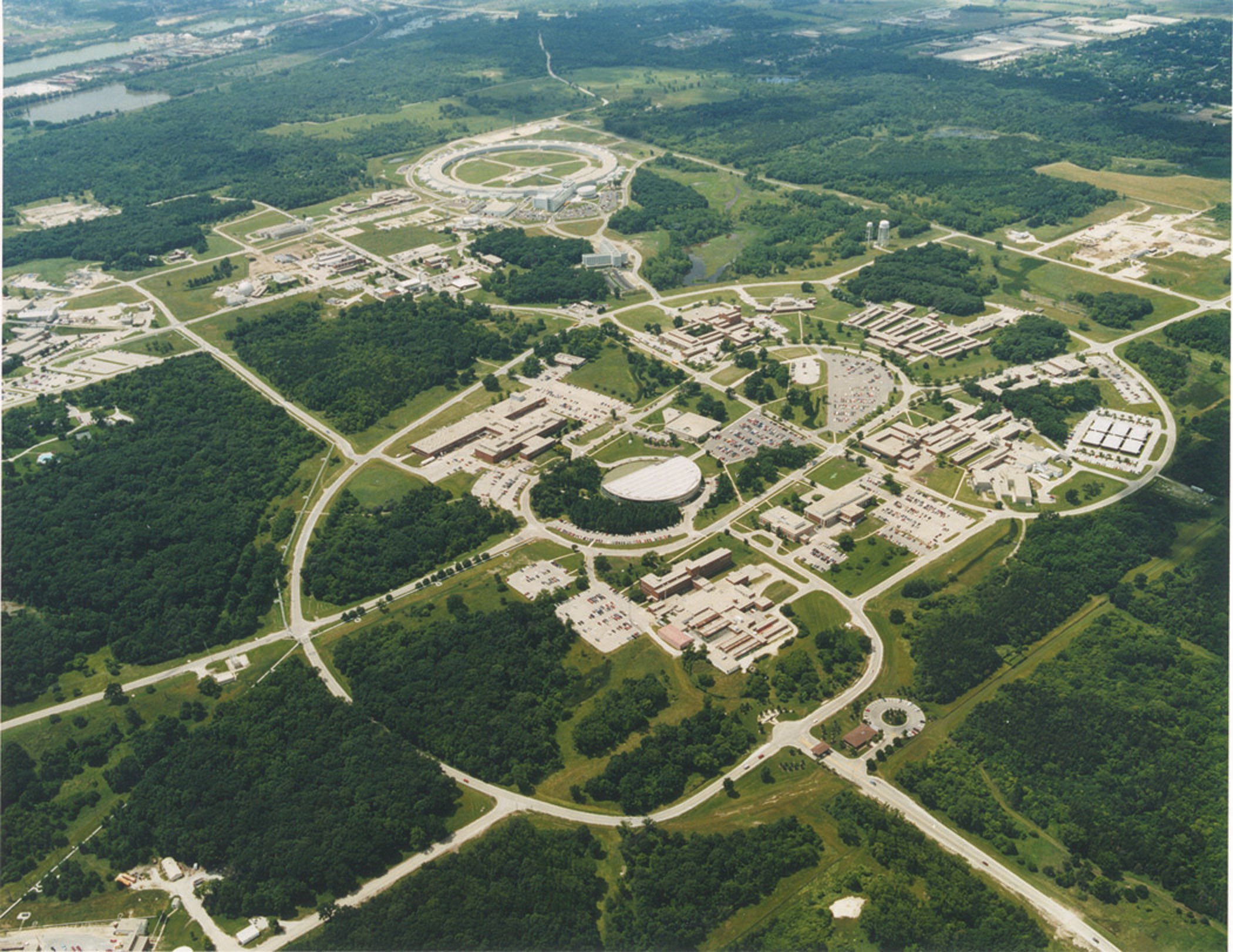
アルゴンヌ国立研究所

アルゴンヌ国立研究所（Argonne National Laboratory）は、アメリカ合衆国エネルギー省傘下の国立研究所である。イリノイ州アルゴンヌに所在する。理学・工学分野を中心に広範な科学技術の研究を行っている。

## 概要
原子力利用の先駆的研究を行ったシカゴ大学（The University of Chicago）冶金研究所を前身として、米国原子力委員会の要請により原子力の平和利用を研究する目的で1946年7月1日にアルゴンヌ国立研究所として発足した。アメリカ合衆国政府の科学技術分野の研究所としては最初期に設立されたものである。
研究者約1,000名（うち4分の3が博士号を有する）、敷地面積6.9 km2を擁するアメリカ屈指の研究施設である。アメリカ合衆国エネルギー省が所管し、同省との契約のもと UChicago Argonne, LLC（シカゴ大学とジェイコブス・エンジニアリング・グループの有限責任会社）が管理運営を行っている。
発足後研究領域を原子力以外にも理学・工学の広い範囲に拡げ、一部に科学技術の利用に関する経済学や安全保障に関する社会科学分野も含む陣容を擁するに至っている。
研究トピック
- 電気自動車（電池自動車)の動力源に用いられるリチウムイオン電池の米国内での生産に向けた研究開発に注力している。
- スーパーコンピューターでエクサスケール(毎秒10^18回の浮動小数点演算)の性能を有する「Aurora」プロジェクトが進められている。開発企業はIntelとCray、予算規模は5億ドル超である[1]。Auroraは、スーパーコンピューターの計算速度を競う世界ランキング「TOP500」において2023年、2024年に世界2位を記録した[2]。

原子力研究について
前身のシカゴ大学冶金研究所はエンリコ・フェルミを中心とした研究チームが1942年に世界最初の制御核分裂連鎖反応を成功させた。同所は第二次世界大戦中に推進されたマンハッタン計画の一翼を担っていたが、核開発を隠す為に冶金研究所の名称が使われた。この研究は原子力利用の先駆であり、エンリコ・フェルミは原子力の父と言われる。
日本の原子力技術の黎明期に技術指導を行った歴史を有している。日本政府の原子力推進政策を受け1955年に東京大学工学部の大山彰と通商産業省の伊原義徳が米国原子力委員会アルゴンヌ国際原子力科学技術学校の第一期生として同研究所に派遣された。また、鳥飼欣一もアルゴンヌ国立研究所で学んだ。彼らアルゴンヌ留学生たちが、帰国後、茨城県東海村の日本原子力研究所において本格的な原子力研究を開始し、日本初の原子炉を完成させたといえる。

## 研究分野[4]
| 応用数学と統計学               | 数理モデル、数理解析、数理ソフトウエア、オペレーションズリサーチ、最適化問題、偏微分方程式論 |
| 天文学・天体物理学             | 宇宙論、天体科学 |
| 加速器科学                     | |
| 物理学                         | 加速器物理学、大気物理学・気象学、原子物理学、化学物理、凝縮系物理学、高エネルギー物理学、中間エネルギー物理学、原子核物理学、光学、素粒子物理学、プラズマ物理学、量子力学 |
| 化学                           | 分析化学、結晶学、環境化学、地球化学、無機化学、原子核化学、有機化学、石油化学、物理化学、高分子化学、表面化学 |
| 生物学                         | 動物学、生命化学、生物地球化学、生命物理学、細胞生物学、遺伝学、海洋生物学、微生物学、分子生物学、神経科学、分子生物学、蛋白質科学、放射線生物学、構造生物学、システム生物学、毒物学 |
| ナノテクノロジー               | ナノファブリケーション |
| 電気工学・電子工学             | |
| センサー・検出器学             | |
| 計算機科学                     | 生命情報科学、生物医学コンピューティング、クラウドコンピューティング、計算天体物理学、計算生物学、計算化学、計算宇宙論、計算環境科学、数値流体力学、計算材料科学、数値計算、計算神経科学、計算物理学、数値X線科学、電子構造計算、実験データ解析、高性能計算(HPC)、格子量子色力学、モデル化とシミュレーション、複合物理現象、分子動力学、マルチスケールモデリング、粒子法、性能管理、移植性確保 |
| エネルギー工学、エネルギー貯蔵 | 電池・燃料電池、エネルギー経済学、省エネルギー、エネルギー変換、電力供給網の革新、非再生可能エネルギー、再生可能エネルギー |
| 原子力工学                     | 放射線遮蔽、核燃料、核物質、原子炉、原子力安全工学 |
| 放射光科学                     | 光学、放射光科学 |
| 機械工学                       | |
| 運輸工学                       | 輸送システム、自動車技術 |
| 化学工学                       | 触媒、熱化学 |
| バイオテクノロジー             | 生体触媒工学(生体利用物質転換、バイオプロセス) |
| 材料科学                       | |
| 土木工学                       | |
| 水資源科学                     | |
| 環境工学・地球工学             | 大気圏科学、気候科学、地球遺産、環境学、生態系保全、森林学、地理学、地球物理学、地理情報システム、地球統計学、水文地質学、水文学、国土管理、国土保全、海洋学、公害問題、遠隔探査、土壌回復、土壌学、廃棄物処理 |
| 地震工学                       | |
| システム工学                   | |
| 生産工学                       | |
| 計算機応用科学                 | |
| 医療科学・薬学                 | 生医学工学、疾病学、薬理学 |
| 安全保障                       | 複雑系解析、エネルギー安全保障、社会基盤(物理セキュリティ、復旧)、国家安全保障、核不拡散(原子力安全管理)、公共安全(緊急事態管理)、セキュリティ技術、テロリズム(大量破壊兵器)、都市工学(ライフライン) |